# My Darling Clementine
My Darling Clementine és una pel·lícula de 1946 dirigida per John Ford i protagonitzada per Henry Fonda, Linda Darnell i Victor Mature.

## Argument[1]
Narra el famós duel de O.K. Corral esdevingut a Tombstone, Arizona. Wyatt Earp, ex xèrif de Dodge City i ramader al costat dels seus germans, accepta la feina de marshall de la ciutat de Tombstone quan, de passada cap a Califòrnia, maten el seu germà menor i li roben tot el bestiar. Allà farà amistat amb Doc Holiday, un malaltís pistoler que rep la visita de la bella Clementine.

## Repartiment
- Henry Fonda: Wyatt Earp
- Victor Mature: Dr. John Henry "Doc" Holliday
- Cathy Downs: Clementine Carter
- Linda Darnell: Chihuahua
- Walter Brennan: Newman Haynes Clanton
- Tim Holt: Virgil Earp
- Ward Bond: Morgan Earp
- Don Garner: James Earp
- Grant Withers: Ike Clanton
- John Ireland: Billy Clanton
- Alan Mowbray: Granville Thorndyke
- Roy Roberts: Mayor
- Jane Darwell: Kate Nelson
- J. Farrell MacDonald: Mac